# Mariscala
Mariscala è un comune dell'Uruguay, situato nel Dipartimento di Lavalleja.